# Lianne Paulina-Mürl
Lianne-Maren Paulina-Mürl geb. Paulina (* 18. September 1944 in Bühlau/Westpreußen; † 27. Juli 1992 in Kronshagen) war eine deutsche Politikerin (SPD). Sie war von 1987 bis 1992 Präsidentin des Schleswig-Holsteinischen Landtages.

## Leben und Beruf

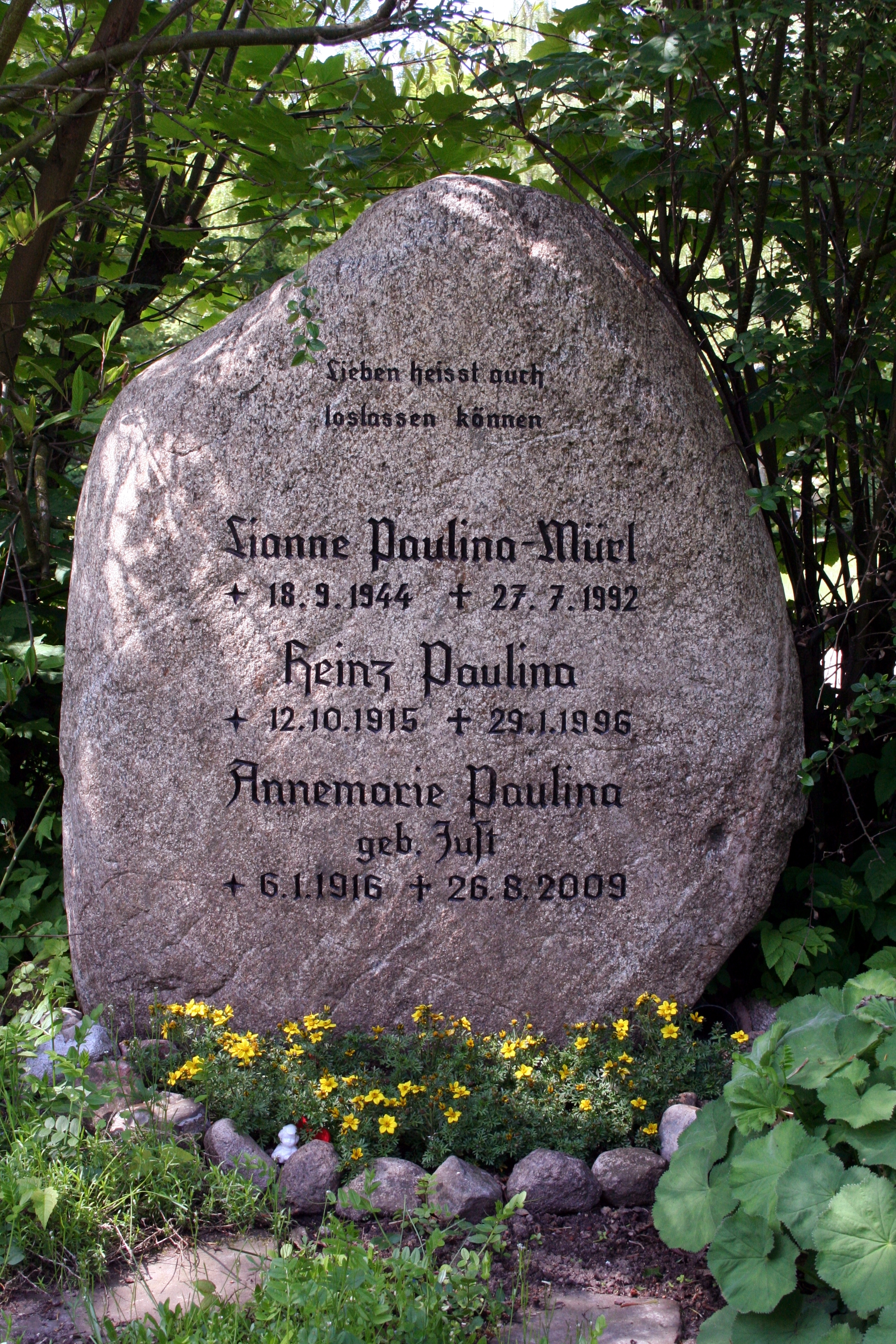
Grabstein von Lianne Paulina-Mürl auf dem Parkfriedhof Eichhof

Nach dem Abitur 1964 absolvierte Lianne Paulina-Mürl ein Studium der Rechts- und Staatswissenschaften an der Christian-Albrechts-Universität zu Kiel, welches sie 1969 als Diplom-Volkswirtin beendete. Anschließend war sie als Referentin an der Bibliothek des Instituts für Weltwirtschaft in Kiel tätig.
Lianne Paulina-Mürl war verheiratet und hatte zwei Kinder. Sie starb im Alter von 47 Jahren an Krebs, ihr Grab befindet sich auf dem Parkfriedhof Eichhof.

## Politik
Paulina-Mürl gehörte von 1979 bis 1987 dem Landesvorstand der SPD in Schleswig-Holstein an und war von 1981 bis 1987 stellvertretende SPD-Landesvorsitzende. Daneben war Lianne Paulina-Mürl seit 1978 Mitglied im Landesvorstand der Arbeitsgemeinschaft sozialdemokratischer Frauen (ASF) und ab 1981 auch stellvertretende Landesvorsitzende der ASF. Von 1974 bis 1982 gehörte sie der Gemeindevertretung von Kronshagen an, wo sie 1982 erste stellvertretende Bürgervorsteherin war.
Von 1983 bis 1992 war sie Mitglied des Landtages von Schleswig-Holstein. Nachdem nach der Landtagswahl 1987 die SPD erstmals seit 1954 wieder die stärkste Fraktion stellte, wurde Lianne Paulina-Mürl am 2. Oktober 1987 zur Landtagspräsidentin gewählt und 1988 im Amt bestätigt. Paulina-Mürl ist 1983 über die Landesliste und danach stets als direkt gewählte Abgeordnete des Wahlkreises Eckernförde in den Landtag eingezogen.